# Унтерлангенегг
Унтерлангенегг (нім. Unterlangenegg) — громада  в Швейцарії в кантоні Берн, адміністративний округ Тун.

## Географія
Громада розташована на відстані близько 27 км на південний схід від Берна.
Унтерлангенегг має площу 6,8 км², з яких на 8,7% дозволяється будівництво (житлове та будівництво доріг), 70,7% використовуються в сільськогосподарських цілях, 19,8% зайнято лісами, 0,9% не є продуктивними (річки, льодовики або гори).

## Демографія
2019 року в громаді мешкало 1008 осіб (+12,5% порівняно з 2010 роком), іноземців було 1,8%. Густота населення становила 148 осіб/км².
За віковим діапазоном населення розподілялося таким чином: 21,8% — особи молодші 20 років, 60,2% — особи у віці 20—64 років, 18% — особи у віці 65 років та старші. Було 423 помешкань (у середньому 2,3 особи в помешканні).
Із загальної кількості 345 працюючих 104 було зайнятих в первинному секторі, 85 — в обробній промисловості, 156 — в галузі послуг.